# Flamstead
Flamstead är en by och en civil parish i Dacorum i Hertfordshire i England. Orten har 1 359 invånare (2001). Byn nämndes i Domedagsboken (Domesday Book) år 1086, och kallades då Flammestede.